# Nuntii Latini
Nuntii Latini (in latino: "Notizie latine", ossia "in latino") è il titolo d'un servizio settimanale di notizie radiofoniche interamente in latino classico, trasmesso sulle frequenze di Yle Radio 1, il primo canale radiofonico della Yleisradio Oy, l'emittente radiotelevisiva pubblica nazionale della Finlandia (in latino: Radiophonia Finnica Generalis). 

## Le trasmissioni
Il servizio consisteva in un bollettino di notizie globali che andava in onda con cadenza settimanale, dalle 18:15 alle 18:20. Le trasmissioni ebbero inizio il 1º settembre 1989 e terminarono il 14 giugno 2019. Il notiziario era ascoltabile in tutto il mondo attraverso il canale satellitare della rete televisiva e, per alcuni anni, mediante trasmissione in onde corte, oltre che attraverso le varie risorse Web rese disponibili.
La lettura dei comunicati avveniva da parte di due annunciatori, una donna e un uomo, che si alternavano al microfono.
Le notizie trattavano brevemente degli avvenimenti principali e più significativi della politica e della cronaca, sia nazionale sia internazionale: nel 2013, per esempio, fu trasmesso un servizio sulla crisi finanziaria a Cipro, uno su un'aurora boreale d'insolita brillantezza, e uno sull'elezione in conclave di Papa Francesco. Ma vi potevano trovare spazio anche notizie minori che avessero un nesso culturale con l'antichità classica: per esempio, nel 2010 fu mandato in onda un servizio di cronaca sull'insolito ritrovamento della tomba di un gladiatore della Britannia romana, una delle meglio conservate nella storia dell'archeologia.

## La redazione
La redazione aveva sede a Helsinki. Il programma si avvaleva della collaborazione di docenti universitari di discipline classiche: Tuomo Pekkanen, professore emerito dell'Università di Jyväskylä (noto anche per una traduzione in latino del Kalevala nel 1986), Reijo Pitkäranta (membro dell'Academia Latinitati Fovendae e autore, con Tuomo Pekkanen, di un lessico della latinità odierna finnico-latina), e Virpi Seppälä-Pekkanen, professore associato all'Università di Helsinki. Collaborava in redazione il giornalista Hannu Taanila.

## Podcast
Il servizio disponeva di un sito internet, anch'esso in latino.
Oltre alla messa in onda radiofonica, le edizioni del bollettino erano ascoltabili in podcast utilizzando RealPlayer. I file audio delle passate edizioni sono disponibili per il download in formato MP3 nell'apposita sezione, denominata Audi Nuntios Latinos per interrete.
Dopo uno iato di alcuni mesi, dal dicembre 2009 al maggio 2010,i  Nuntii Latini sono nuovamente disponibili tramite iTunes dal giugno 2010.

## Pubblicazioni a stampa
I testi del notiziario furono periodicamente raccolti in volumi a stampa a cura dei redattori e della Società finlandese di letteratura (Suomalaisen Kirjallisuuden Seura; in latino: Societas Litterarum Finnicarum). I testi delle notizie sono anche utilizzati come materiale linguistico in alcuni manuali per l'insegnamento del latino: per esempio, il resoconto giornalistico sull'attentato alle Torri gemelle dell'11 settembre 2001 è stato pubblicato in epilogo a un manuale di latino avanzato, come esempio di latinità contemporanea e come tributo alle vittime dell'atto terroristico.
Nuntii Latini V, Helsinkii, Suomalaisen Kirjallisuuden Seura, 1999.